# ISO 3166-2:MX
ISO 3166-2:MX – kody ISO 3166-2 dla stanów oraz dystryktu federalnego w Meksyku. 
Kody ISO 3166-2 to część standardu ISO 3166 publikowanego przez Międzynarodowa Organizację Normalizacyjną. Kody te są przypisywane głównym jednostkom podziału administracyjnego, takim jak np. województwa czy stany, każdego kraju posiadające kod w standardzie ISO 3166-1. 
Aktualnie (2017) dla Meksyku zdefiniowano kody dla 31 stanów i dystryktu federalnego. 
Pierwsza część oznaczenia to kod Meksyku zgodnie z ISO 3166-1, natomiast druga część oznaczenia znajdująca się po myślniku to kod literowy jednostki administracyjnej. 

## Kody ISO
| Kod ISO | Nazwa jednostki administracyjnej | Nazwa jednostki administracyjnej w języku hiszpańskim | Rodzaj jednostki administracyjnej |
| ------- | -------------------------------- | ----------------------------------------------------- | --------------------------------- |
| MX-CMX  | Meksyk                           | Ciudad de Mexico                                      | dystrykt federalny                |
| MX-AGU  | Aguascalientes                   | Aguascalientes                                        | stan                              |
| MX-BCN  | Kalifornia Dolna                 | Baja California                                       | stan                              |
| MX-BCS  | Kalifornia Dolna Południowa      | Baja California Sur                                   | stan                              |
| MX-CAM  | Campeche                         | Campeche                                              | stan                              |
| MX-CHP  | Chiapas                          | Chiapas                                               | stan                              |
| MX-CHH  | Chihuahua                        | Chihuahua                                             | stan                              |
| MX-COA  | Coahuila de Zaragoza             | Coahuila de Zaragoza                                  | stan                              |
| MX-COL  | Colima                           | Colima                                                | stan                              |
| MX-DUR  | Durango                          | Durango                                               | stan                              |
| MX-GUA  | Guanajuato                       | Guanajuato                                            | stan                              |
| MX-GRO  | Guerrero                         | Guerrero                                              | stan                              |
| MX-HID  | Hidalgo                          | Hidalgo                                               | stan                              |
| MX-JAL  | Jalisco                          | Jalisco                                               | stan                              |
| MX-MIC  | Michoacán de Ocampo              | Michoacán de Ocampo                                   | stan                              |
| MX-MOR  | Morelos                          | Morelos                                               | stan                              |
| MX-MEX  | Meksyk                           | México                                                | stan                              |
| MX-NAY  | Nayarit                          | Nayarit                                               | stan                              |
| MX-NLE  | Nuevo León                       | Nuevo León                                            | stan                              |
| MX-OAX  | Oaxaca                           | Oaxaca                                                | stan                              |
| MX-PUE  | Puebla                           | Puebla                                                | stan                              |
| MX-QUE  | Querétaro                        | Querétaro                                             | stan                              |
| MX-ROO  | Quintana Roo                     | Quintana Roo                                          | stan                              |
| MX-SLP  | San Luis Potosí                  | San Luis Potosí                                       | stan                              |
| MX-SIN  | Sinaloa                          | Sinaloa                                               | stan                              |
| MX-SON  | Sonora                           | Sonora                                                | stan                              |
| MX-TAB  | Tabasco                          | Tabasco                                               | stan                              |
| MX-TAM  | Tamaulipas                       | Tamaulipas                                            | stan                              |
| MX-TLA  | Tlaxcala                         | Tlaxcala                                              | stan                              |
| MX-VER  | Veracruz                         | Veracruz de Ignacio de la Llave                       | stan                              |
| MX-YUC  | Jukatan                          | Yucatán                                               | stan                              |
| MX-ZAC  | Zacatecas                        | Zacatecas                                             | stan                              |